# رسلمانیا ۳۳
رِسِلمانیا ۳۳ (به انگلیسی: WrestleMania 33) سی‌وسومین دوره از رویداد غیر رایگان (Pay-Per-View) رسلمانیا می‌باشد که توسط کمپانی دبلیودبلیوئی برای هردو برَند راو و اسمک‌دَون تهیه می‌شود و این دوره اش هم در ۲ آوریل ۲۰۱۷ در مجموعه ورزشی کَمپینگ وُرلد شهر اورلندو ایالت فلوریدا برگزار شد.
مهمترین اتفاق شب، غیر از قهرمانی براک لزنر و رندی اورتن، شکست آندرتیکر از رومن رینز و بازنشستگی بسیار محتمل آندرتیکر بعد از ۲۷ سال بود.

## زمینه‌سازی

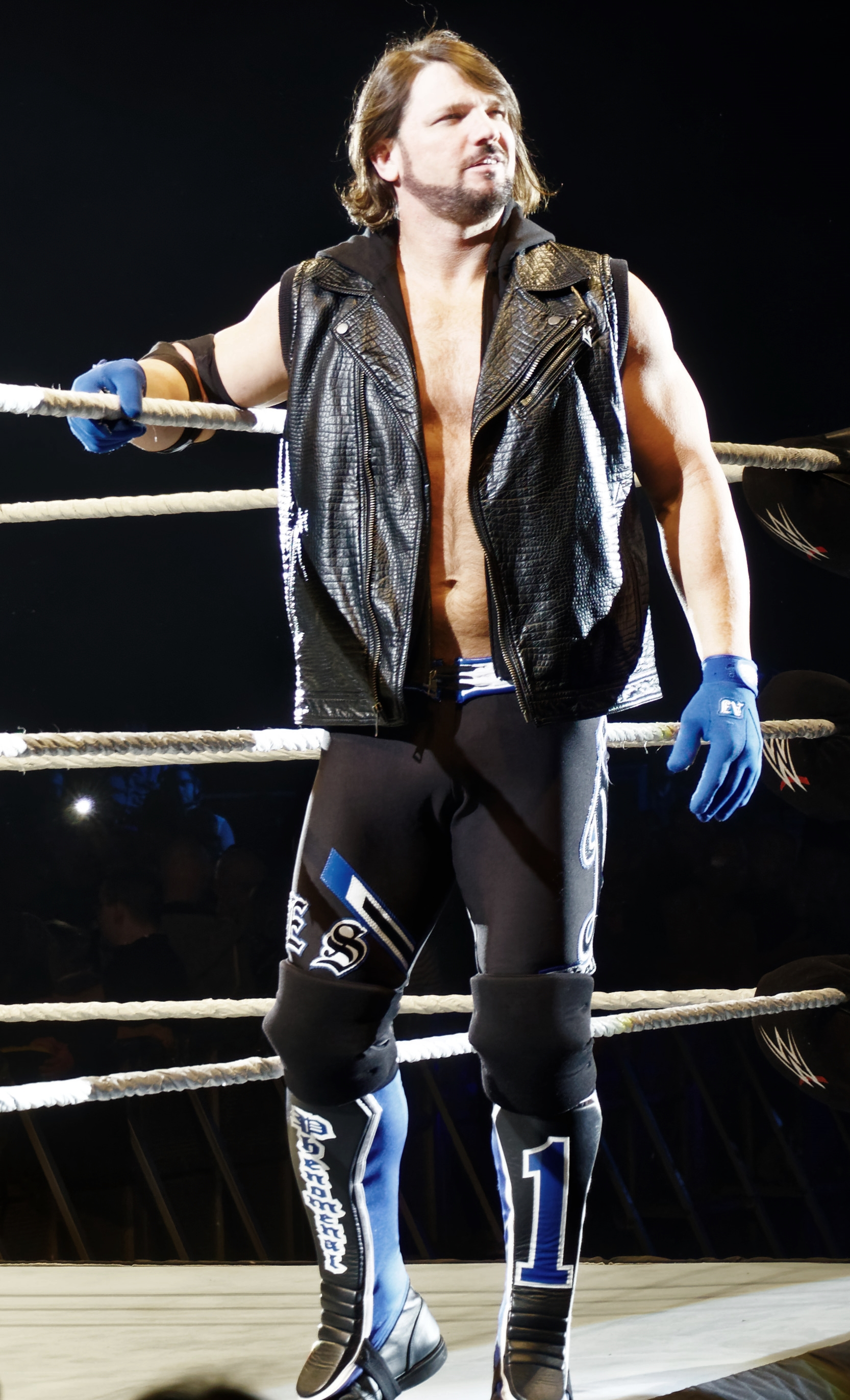
آپریل 2016

رسلمانیا به عنوان بهترین رویداد سالانه دبلیودبلیوئی و نماد این کمپانی معرفی می‌شود چرا که قدیمیترین و دارای بیشترین تعداد برگزاری در تاریخ کشتی حرفه‌ای است و در دبلیودبلیوئی از نظر اهمیت برابر سوپر بول در ورزش لیگ فوتبال ملی در کشور آمریکا است.
این رویداد شامل مسابقاتی بین دشمنی‌های موجود، ماجراهای پیش آمده و استوری‌هایی خواهد بود که پیش از این در برنامه‌های راو یا اسمک داون پخش شده بود. کشتی‌گیرها با توجه به مسابقات یا سری اتفاقاتی که برایشان رخ می‌دهد و تنش را به حد اکثر می‌رساند، نقش منفی یا قهرمان به خود می‌گیرند.
بلیط‌ها در روز هجدهم نوامبر ۲۰۱۶ برای فروش گذاشته شدند؛ بلیط‌های تک نفره با قیمتی بین ۳۸ تا ۲٬۱۳۰ دلار به فروش رسیدند. در ۳۱ اکتبر ۲۰۱۶ بسته‌های مسافرتی ویژه جهت تعیین محل اقامت با قیمتی بین ۹۵۰ تا ۵٬۹۰۰ دلار برای هر نفر به صورت مجزا فروخته شد.
ترانه رسمی رسلمانیا امسال به نام " چراغ سبز " با اجرای پیت‌بول با حضور فلو رایدا و لانچ‌مانی لوییس می‌باشد.
در تاریخ ۲۰ فوریه ۲۰۱۷ اعلام شد که گروه د نیو دی (متشکل از بیگ ای، کوفی کینگستون و خاویر وودز) قرار است میزبانی رسلمانیا امسال را به عهده بگیرند.
رویال رامبل رویدادی بود که در مسابقه اصلی آن، رندی اورتن موفق به بیرون انداختن بقیه و پیروزی مسابقه و به دست آوردن مسابقه بر سر کمربند دبلیودبلیوئی در رسلمانیا شد. او برای دومین بار برنده این مسابقه می‌شد. سپس در الیمینیشن چمبر، بری وایت طی مسابقه الیمینیشن چمبر موفق به پیروزی مقابل سایر افراد رینگ و قهرمان جدید کمریند دبلیودبلیوئی شد که پیش از آن در دست جان سینا بود؛ بنابراین در رسلمانیا رندی اورتن که پس از مسابقات متعدد و شکست مقابل خانواده وایت سرانجام عضوی از آن‌ها شده بود حالا باید می‌پذیرفت که در رسلمانیا مقابل رهبر خود یعنی برِی قرار گیرد. او در اسمک‌دان بعد از الیمینشن چمبر اعلام کرد که این مسابقه را انجام نخواهد داد چون او به بری وفادار است. پس قرار شد در اسمک‌دان، یک مسبقه رامبل برگزار شود و برنده مقابل بری در رسلمانیا قرار گیرد. در این مسابقه سرانجام ای‌جی استایلز و لوک هارپر در رینگ باقی ماندند و هر یک سعی بر بیرون انداختن دیگری از رینگ شدند ولی سرانجام هر دو هم‌زمان به بیرون افتادند و مسابقه مساوی اعلام شد. پس قرار شد تا مسابقه تک نفره‌ای بین آندو برگزار شود و رقیب بری مشخص شود. در آن مسابقه، ای‌جی پیروز شد ولی ناگهان رندی اعلام کرد که او می‌خواهد مقابل بری مسابقه دهد و اینکه او هیچوقت به او وفادار نبوده و گفت: «قبلاً باورم این بود که اگر نمی‌توانی شکستشان بدهی، ب آن‌ها ملحق شو؛ ولی حالا می‌گویم اگر نمی‌توانی شکستشان بدهی، به آن‌ها ملحق شو و در بهترین فرصت به آن‌ها حمله کن و نابودشان کن». او کلبه بری که مدفن «سیستر ابیگِیل» هم بود را به آتش کشید. قرار شد رندی و ای‌جی مقابل هم قرار گیرند و برنده مقابل بری مسابقه دهد. رندی پیروز مسابقه شد و قرار شد در رسلمانیا مقابل بری وایت بر سر کمربند او مسابقه دهد.
در رسلمانیا XX در سال ۲۰۰۴ گُلدبرگ مقابل براک لزنر در اولین رویارویی بین این‌دو به پیروزی رسید. هر دو کمپانی را پس از آن مسابقه ترک کردند ولی لزنر در ۲۰۱۲ بازگشت. بعد از ۱۲ سال، گلدبرگ هم بازگشت و در همان ابتدا دشمنی را با لزنر آغاز کرد؛ بخشی از این دشمنی به لطف بازی ویدئویی WWE 2K17 بود. این باعث تعیین مسابقه‌ای بین آن‌ها در سروایور سریز شد که طی آن، گلدبرگ با پیروزی یک دقیقه و بیست و شش ثانیه‌ای مقابل لزنر، این هیولا را به شدت تحقیر کرد. سپس هر دو در مسابقه رویال رامبل حضور یافتند؛ لزنر شماره بیست و شش وارد شد و مشغول درهم کوبیدن کشتی‌گیران بود تا اینکه گلدبرگ در شماره بیست و هشت وارد شد و یکبار دیگر و اینبار با به سرعت بیرون انداختن او از رینگ و حذف لزنر، او را تحقیر کرد؛ اگرچه خود گلدبرگ هم اندکی بعد توسط آندرتیکر حذف شد. شب بعد در راو، پل هیمن و لزنر وارد رینگ شدند و گلدبرگ را به مسابقه نهایی بین این‌دو در رسلمانیا ۳۳ فرا خواندند. هفته بعد در راو گلدبرگ به مسابقه لزنر جواب مثبت داد و همچنین کوین اوونز را به مبارزه بر سر یونیورسال او در فست‌لین در پنجم مارچ طلبید. لزنر و هیمن در مصاحبه‌ای با میکل کول گفتند اگر گلدبرگ برنده کمربند شود، لزنر او را بر سر کمربندش در رسلمانیا می‌طلبد. هفته بعد، گلدبرگ حاضر شد و اعلام کرد که حتماً کمربند را می‌برد و در رسلمانیا به عناون قهرمان مقابل لزنر مسابقه می‌دهد. گلدبرگ در فست‌لین مقابل اوونز در چند ثانیه پیروز و قهرمان شد و قرار شد در رسلمانیا مقابل لزنر از کمربندش دفاع کند. هفته بعد در راو، لزنر وارد رینگ گلدبرگ شد تا با او دست دهد و به او تبریک بگوید. گلدبرگ امتناع کرد و سپس پل هیمن گفت در رسلمانیا گلدبرگ «فاحشه لزنر» خواهد بود؛ در همین لحظه ناگهان لزنر با یک F-5 به گلدبرگ حمله کرد. هفته بعد، هیمن به رجزخوانی ادامه داد و در مورد حمله لزنر به گلدبرگ در برنامه قبل صحبت کرد و همچنین گفت این مسابقه در رسلمانیا «بزرگترین بازگشت یک ستاره از افول در کل تاریخ سرگرمی‌های ورزشی» خواهد بود. در آخرین راو قبل از رسلمانیا، گلدبرگ و لزنر آخرین رویاریی خود را داشتند که طی آن گلدبرگ ناگهان یک «اسپیر» به لزنر زد و او را نقش بر زمین کرد.
در سال ۲۰۱۴، گروه شیلد (سث رالینز، دین امبروز و رومن رینز) وارد دشمنی با گروه اِوُلوشِن (تریپل اچ، رندی اورتن و باتیستا) شدند. بعد از چند شکست متوالی از گروه شیلد، باتیستا با عصبانیت گروه خود و دبلیودبلیوئی را ترک کرد. تریپل اچ سپس «نقشه ب» خود را رو کرد: سث رالینز. رالینز به برادران خود در شیلد با صندلی فولادی حمله کرد و رسماً بهرؤسا پیوست و به چهره منفی (هیل) تبدیل شد. رالینز به مدت یک سال مرد اول آن‌ها بود و قهرمان کمربند سابق دبلیودبلیوئی سنگین‌وزن جهان در رسلمانیا ۳۱ هم شد ولی بخاطر آسیب جدی از ناحیه زانو، مجبور به تسلیم کمربند خود در نوامبر ۲۰۱۵ شد. او در اواسط ۲۰۱۶ بازگشت و در تفکیک برند ۲۰۱۶ دبلیودبلیوئی، او برای برند راو انتخاب شد و در سامِراِسلَم مقابل فین بالور برای تعیین اولین قهرمان کمربند یونیورسال قرار گرفت اما در آن مسابقه موفق نبود. در آن شب فین بالور اگرچه قهرمان شد اما شب بعد بخاطر آسیب از ناحیه شانه مجبور به تسلیم کمربند خود شد؛ رالینز طی مسابقه‌ای، مجوز حضور در مسابقه مرگبار چهارجانبه برای این کمربند را به دست آورد. در اواخر این مسابقه، تریپل اچ که پس از رسلمانیا ۳۲در راو و اسمک‌دان دیده نشده بود، ناگهان وارد میدان شد و به رالینز در حذف رینز که در این مسابقه حضور داشت کمک کرد، با این حال این پایان ماجرا نبود، تریپل اچ رالینز را وارد رینگ کرد و به سمت اوونز رفت و درحالیکه همه و رالینز تصور می‌کردند او می‌خواهد به اوونز حمله کند، اچ ناگهان به رالینز یک پدیگری زد و دست اونز را گرفت و اونز رالینز را پین کرد و قهرمان جدید کمربند بدون صاحب یونیورسال شد. رالینز تا دسامبر که تریپل اچ را فراخواند، راجع‌به این حادثه صحبت نکرد. در راو ۲۳ ژانویه ۲۰۱۷، رالینز مقابل سمی زین قرار گرفت تا برنده شانس حضور در مسابقه رویال رامبل را به دست بیاورد. در اوج مسابقه آهنگ ورودی تریپل اچ پخش شد و حواس رالینز را پرت کرد تا زین برنده شود و رالینز از مسابقه رامبل محروم شود. رالینز در برنامه ان‌اکس‌تی شب قبل از رویال رامبل حاضر شد و تریپل اچ را به یک مسابقه تک به تک در رویال رامبل فراخواند ولی اچ وارد شد و به امنیت ورزشگاه دستور داد تا رالینز را از ورزشگاه بیرون کنند. در راو ۳۰ ژانویه، مدیر راو و همسر تریپل اچ یعنی استفنی مک‌ماهون بخاطر حضور رالینز در ان‌اکس‌تی با رالینز روبرو شد و گفت تریپل اچ در آن شب در راو حضور خواهد داشت. تریپل اچ وارد رینگ شد و گفت که رالینز او را ناامید کرده و رالینز را به رینگ فراخواند. هنگامیکه رالینز داشت وارد رینگ می‌شد ناگهان ساموآ جو به او حمله‌ور شد؛ این آغاز به کار جو در راو بود. حمله جو به رالینط، زانوی آسیب‌دیده رالینز را که شش ماه او را از میادین دور نگه داشته بود دوباره مصدوم کرد. گزارش شد که رالینز تا هشت هفته غایب خواهد بود. رالینز در راو ۲۷ فوریه حاضر شد تا در مورد زانویش صحبت کند و با ناراحتی گفت که بعید است بتواند در رسلمانیا ۳۳ حضور داشته باشد. تریپل اچ به همراه ساموآ جو وارد شد و به رالینز هشدار داد تا در رسلمانیا حاضر نشود چون اگر این کار را بکند، تریپل اچ او کار او را تمام خواهد کرد. با این حال رالینز با جسارت به او گفت که در رسلمانیا خواهد بود. هفته بعد، ویدیوهایی از تمرینات بازپروری رالینز نمایش داده شد و تریپل اچ بخاطر تلاش رالینز برای حضور در رسلمانیا علی‌رغم توصیه پزشکان، او را نادان خواند. هفته بعد، تریپل اچ با جنرال منیجر راو یعنی میک فولی وارد جدل شد، که منجر به وارد شدن رالینز با عصایش و حمله او به تریپل اچ با آن شد. با این حال، تریپل اچ موفق شد رالینز را زمین بزند و با همان عصا به او و زانویش حمله کند. در قسمت ۲۰ مارس، فولی بخاطر اقداماتش اخرج شد و کوین ویلک، دکتر رالینز هم گفت رالینز نباید در رسلمانیا حضور یابد. تریپل اچ سپس رالینز را به یک مسابقه بدون مجوز(non-sanctioned match) فراخواند. مسابقه‌ای که طبق مفاد آن، رالینز نمی‌تواند از هیچ‌کسی در کمپانی دبلیودبلیوئی بخاطر آسیب‌های احتمالی پس از مسابقه شکایت کند. هفته بعد رالینز قرارداد را امضا کرد تا مسابقه رسلمانیا رسمی شود و سپس با تریپل اچ درگیر شد و او را از رینگ بیرون انداخت.
در رویال رامبل و در مسابقه رامبل، آندرتیکر یکی از شرکت‌کننده‌ها بود. رومن رینز که پیش‌تر در همان شب مقابل اوونز بر سر کمربند یونیورسال مسابقه داده بود و از او شکست خورده بود، در مسابقه رامبل هم به عنوان نفر سی‌اُم و آخر وارد شد و سرانجام آندرتیکر را از رینگ بیرون انداخت. این دو نگاهی خصومت‌آمیز به هم انداختند و رینز مدعی شد که حالا رینگ قلمرو اوست؛ در سال‌های قبل، این چیزی بود که تیکر همواره می‌گفت. در راو ۶ مارس، براون استرومن که در فست‌لِین به رینز باخته بود، او را فراخواند و گفت که رینز خوش‌شانس بود؛ با این حال، این آندرتیکر بود که ناگهان وارد شد. آندرتیکر به استرومن خیره شد تا اینکه استرومن رینگ را ترک کرد. همین که آندرتیکر می‌خواست از رینگ برود، رینز سرانجام وارد شد. رینز گفت استرومن او را صدا زده نه آندرتیکر را و دوباره مدعی شد که این حالا قلمرو من است. هر دو به هم خیره شدند و سپس به نشان رسلمانیا در بالای ورزشگاه خیره شدند. آندرتیکر ناگهان با یک چُک‌اِسلَم به رینز حمله کرد و او را نقش بر زمین کرد. هفته بعد مسابقه بین این دو در رسلمانیا رسمی شد. بعدتر در راو و طی مسابقه رینز مقابل جیندر ماهال، صدای ناقوس آندرتیکر نواخته شد و رینز حواسش پرت شد ولی سرانجام رینز مسابقه‌اش را بُرد. بعد از مسابقه، رینز آندرتیکر را فراخواند ولی شان مایکلز وارد شد و به رینز در مورد تیکر هشدار داد و گفت که رینز باید تمرکز کند. رینز بابت توصیه تشکر کرد ولی گفت او آندرتیکر را بازنشسته خواهد کزد همان‌طور که آندرتیکر مایکلز را در رسلمانیا XXVI بازنشسته کرد. هفته بعد و زمانی که استرومن مشغول مسابقه مجدد خود با رینز بود، آندرتیکر وارد شد و به استرومن چُک‌اِسلَم زد. در حین برگشتن به سمت رینز، آندرتیکر یک اسپیر از او دریافت کرد و نقش بر زمین شد. وقتی رینز از رینگ بیرون رفت، تیکر ناگهان نشستن معروف خود را انجام داد و علامت «تو مُردی» خودش را به رینز نشان داد. در آخرین راو قبل از رسلمانیا، آندرتیکر یک پرومو اجرا کرد و طی آن، اعلام کرد که قلمرو قبر، قلمرو رینز پس از مبارزه آن‌ها در رسلمانیا خواهد بود.
در رویال رامبل، ای‌جی استایلز کمربند دبلیودبلیوئی خود را به سینا باخت. سپس حضور استایلز به عنوان اولین شرکت‌کننده در مسابقه الیمینیشن چمبر از رویدادی با همین نام رسماً اعلام شد، با این حال مدیر اسمک‌دان شین مک‌ماهون به استایلز گفت که اگر او نتوانست در این رویداد پیروز شود و کمربندش را پس گیرد، یک مسابقه تک به تک با قهرمان جدید خواهد داشت. در الیمینیشن چمبر، بری وایت هر دو سینا و استایلز ا حذف کرد. سینا سپس اعلام کرد که او مسابقه مجددش را می‌خواهد (سینا به عنوان قهرمان وارد الیمینیشن چمبر شد بود) ولی استایلز وارد شد و گفت خودش باید اول مسابقه مجددش را بگیرد. جنرال منیجر اسمک‌دان یعنی دنیل بر این یک مسابقه تریپل ترت برای کمربند اعلام کرد که وایت آن مسابقه را برد و قهرمان باقی ماند. سپس اورتن وارد شد و اعلام کرد که بخاطر وفاداریش به وایت، از مسابقه رسلمانیا خود برای کمربند خواهد گذشت بنابراین بر این یک مسابقه رامبل ده نفره تعیین کرد رقیب وایت در رسلمانیا مشخص شود. استایلز وارد این مسابقه شد و سرانجام او و لوک هارپر هم‌زمان از رینگ بیرون افتادند تا این مسابقه مساوی به پایان برسد. این دو در هفته بعد یک مسابقه تک به تک دادند تا رقیب وایت مشخص شود. استایلز بعد از اینکه داور پای هارپر را روی طناب ندید، هارپر را پین کرد و پیروز شد. شین وارد شد و مسابقه را دوباره آغاز کرد و استایلز عصبانی شد ولی باز هم مسابقه را بُرد. در پایان این برنامه، اورتن دوباره خواهان مسابقه با وایت در رسلمانیا شد. شین و بر این به این نتیجه رسیدند که استایلز دوباره باید یک مسابقه رقیب شماره بدهد، این بار مقابل اورتن که اورتن پیروز این مسابقه شد و به رسلمانیا رفت. بعد از این برنامه، استایلز وارد درگیری لفظی شدید با شین در پشت صحنه شد. هفته بعد ای‌جی گفت که دیگر از دست بر این و شین خسته شده و بخاطر آنها، او حالا نه تنها برای قهرمانی بلکه اصلاً مسابقه‌ای معمولی هم در رسلمانیا ندارد، ولی اورتن که مِلک شخصی یک نفر را عمداً به آتش کشیده، مسابقه قهرمانی می‌گیرد. بعدتر در همان شب، استایلز در پارکینگ ورزشگاه به شین حمله‌ور شد و او را با سر به درون شیشه پنجره ماشین فرستاد که شین را به شدت مصدوم کرد. با این حال، شین با همان حال در پایان آن شب وارد میدان شد و گفت: «ای‌جی استایلز می‌گوید مسابقه‌ای در رسلمانیا ندارد؛ حالا دارد» و او را به مبارزه در رسلمانیا طلبید که ای‌جی در هفته بعد آن راپذیرفت. در پایان برنامه هفته بعد، شین استایز را به رینگ فراخواند و سپس این دو با هم درگیر شدند و شین حرکت معروف خود یعنی ریسک (یا پذیرفتن بدون استدلال)(Leap of Faith) را با پریدن روی استایلز انجام داد که روی میز گزارشگران افتاده بود. هفته بعد هم آن‌ها درون رینگ قرارداد مسابقه را امضا کردند.

## نتایج
| #                                                                                                 | نتایج | نوع مسابقه                                                       | مدت زمان |
| ------------------------------------------------------------------------------------------------- | --- | ---------------------------------------------------------------- | -------- |
| ۱پ                                                                                                | نِویل (c) پیروز مقابل آستین اریز                                                                                           | مسابقه تک نفره برای قهرمانی کمربند میان‌وزن دبلیودبلیوئی          | ۱۵:۴۰    |
| ۲پ                                                                                                | موجو راولی پیروز مسابقه بَتِل رویال یادبود با حذف آخرین نفر یعنی جیندر ماهال                                                | مسابقه بَتِل رویال ۳۳ نفره برای تصاحب تندیس یادبود آندره د جاینت   | ۱۴:۰۷    |
| ۳پ                                                                                                | دین امبروز (c) پیروز مقابل بارون کوربین                                                                                   | مسابقه تک نفره برای قهرمانی کمربند بین قاره‌ای<                   | ۱۰:۵۵    |
| ۴                                                                                                 | ای‌جی استایلز پیروز مقابل شین مک‌ماهون                                                                                      | مسابقه تک نفره                                                   | ۲۰:۳۵    |
| ۵                                                                                                 | کوین اوونز پیروز مقابل کریس جریکو (c)                                                                                     | مسابقه تک نفره برای قهرمانی کمربند ایالات متحده                  | ۱۶:۲۰    |
| ۶                                                                                                 | بِیلی (c)پیروز مقابل شارلوت فلر مقابل ساشا بنکس مقابل نایا جکس                                                             | مسابقه الیمینیشن مرگبار چهارجانبه برای قهرمانی کمربند زنان راو   | ۱۲:۰۸    |
| ۷                                                                                                 | برادران هاردی (مت هاردی و جف هاردی) پیروز مقابل لوک گالوز و کارل اندرسون (c) مقابل سِزارو و شیمس مقابل انزو اَموره و بیگ کَس | مسابقه مرگبار چهارجانبه نردبان برای قهرمانی کمربندهای تگ تیم راو | ۱۱:۰۵    |
| ۸                                                                                                 | نیکی بِلا و جان سینا پیروز مقابل ماریس و د میز                                                                             | مسابقه تگ تیم ترکیبی                                             | ۹:۴۰     |
| ۹                                                                                                 | سث رالینز پیروز مقابل تریپل اچ (با همراهی استفنی مک‌ماهون)                                                                 | مسابقه بدون مجوز (بی‌قانون)                                       | ۲۵:۳۰    |
| ۱۰                                                                                                | رندی اورتن پیروز مقابل بری وایت (c)                                                                                       | مسابقه تک نفره برای قهرمانی کمربند دبلیودبلیوئی                  | ۱۰:۳۰    |
| ۱۱                                                                                                | براک لزنر (با همراهی پل هیمن) پیروز مقابل گلدبرگ (c)                                                                      | مسابقه تک نفره برای قهرمانی کمربند یونیورسال دبلیودبلیوئی        | ۴:۴۵     |
| ۱۲                                                                                                | نِیومی پیروز مقابل الکسا بلیس (c)، کارمِلا (با همراهی جیمز اِلزوُرث، میکی جیمز، ناتالیا و بکی لینچ                            | مسابقه سیکس‌پک برای قهرمانی کمربند زنان اسمک‌داون                  | ۵:۳۵     |
| ۱۳                                                                                                | رومن رینز پیروز مقابل آندرتیکر                                                                                            | مسابقه بی‌قانون(No Holds Barred)                                  | ۲۳:۰۵    |
| - (c) – نشان‌دهنده قهرمان(هایی) است که به میدان می‌روند - پ – نشان‌دهنده این است که مسابقه در پری–شو | |                                                                  |          |

### لیست شرکت‌کنندگان مسابقهبَتِل رویالیادبود آندره د جاینت
– راو
  – اسمَک‌دَون
  – اِن‌اِکس‌تی
  – برنده
| نام                   | تاریخ ثبت    |
| --------------------- | ------------ |
| موجو راولی از اسمَک‌دَون | ۷ مارس ۲۰۱۷  |
| آپولو کروز            | ۷ مارس ۲۰۱۷  |
| بیگ شو                | ۱۳ مارس ۲۰۱۷ |
| کرت هاوکیز            | ۱۴ مارس ۲۰۱۷ |
| براون استرومن         | ۲۷ مارس ۲۰۱۷ |
| گُلداست                | ۲۷ مارس ۲۰۱۷ |
| آر-تروث               | ۲۷ مارس ۲۰۱۷ |
| پریمو                 | ۲۷ مارس ۲۰۱۷ |
| اپیکو                 | ۲۷ مارس ۲۰۱۷ |
| کورتیس اکسل           | ۲۷ مارس ۲۰۱۷ |
| بو دالاس              | ۲۷ مارس ۲۰۱۷ |
| جیندر ماهال           | ۲۷ مارس ۲۰۱۷ |
| سمی زین               | ۲۷ مارس ۲۰۱۷ |
| فاندانگو              | ۲۸ مارس ۲۰۱۷ |
| تایلر بریز            | ۲۸ مارس ۲۰۱۷ |
| دالف زیگلر            | ۲۸ مارس ۲۰۱۷ |
| راینو                 | ۲۸ مارس ۲۰۱۷ |
| هیث اسلیتر            | ۲۸ مارس ۲۰۱۷ |
| جیسون جردن            | ۲۸ مارس ۲۰۱۷ |
| چاد گیبل              | ۲۸ مارس ۲۰۱۷ |
| جی اوسو               | ۲۸ مارس ۲۰۱۷ |
| جیمی اوسو             | ۲۸ مارس ۲۰۱۷ |
| مارک هنری             | ۲۸ مارس ۲۰۱۷ |
| سین کارا              | ۲۸ مارس ۲۰۱۷ |
| تایتوس اونیل          | ۲۸ مارس ۲۰۱۷ |
| کانِر                  | ۲۸ مارس ۲۰۱۷ |
| ویکتور                | ۲۸ مارس ۲۰۱۷ |
| کالیستو               | ۲۸ مارس ۲۰۱۷ |
| ایدن اینگلیش          | ۲۸ مارس ۲۰۱۷ |
| سایمون گاچ            | ۲۸ مارس ۲۰۱۷ |
| تیان بینگ             | ۳۰ مارس ۲۰۱۷ |

## پسایند
شب بعد در آغاز راو، تماشاگران یکصدا از آندرتیکر تشکر می‌کردند تا اینکه رومن رینز وارد شد و ورزشگاه سراسر به هو کردن او پرداختند و آندرتیکر را تشویق کردند. آن‌ها اجازه ندادند رینز حرفی بزند. آن‌ها از شعارهایی مانند «رومن بدرنخور است» یا «لعنت به تو رومن» یا «احمق» یا «گمشو» و «ساکت شو» و شعار مت هاردی یعنی «حذف» و حتی الفاظ رکیک استفاده کردند تا اینکه رینز کلافه شد و سرانجام فقط گفت «این حالا قلمرو من است» و مجبور به ترک رینگ شد.

## موضوعات مرتبط
- فهرست قهرمانان کنونی دبلیودبلیوئی
- نوار شکست‌ناپذیری آندرتیکر در رسلمانیا